# 长垂驼蛛
长垂驼蛛（学名：Cyphalonotus elongatus）为园蛛科驼蛛属的动物。在中国大陆，分布于湖南等地。该物种的模式产地在湖南。